# The Tokyo Blues
| Recensione | Giudizio |
| ---------- | -------- |
| AllMusic   | [ 1 ]    |

The Tokyo Blues è un album discografico a nome The Horace Silver Quintet, pubblicato dalla casa discografica Blue Note Records nell'ottobre del 1962.

## Tracce

### LP
Brani composti da Horace Silver, eccetto dove indicato
Lato A
1. Too Much Sake – 6:43 – Registrato il 14 luglio 1962
2. Sayonara Blues – 12:10 – Registrato il 13 luglio 1962

Lato B
1. The Tokyo Blues – 7:36 – Registrato il 13 luglio 1962
2. Cherry Blossom – 6:08 (Ronnell Bright) – Registrato il 14 luglio 1962
3. Ah! So – 7:07 – Registrato il 14 luglio 1962

## Musicisti
Too Much Sake / Cherry Blossom / Ah! So
- Horace Silver - pianoforte
- Blue Mitchell - tromba (tranne in: Cherry Blossom)
- Junior Cook - sassofono tenore (tranne in: Cherry Blossom)
- Gene Taylor - contrabbasso
- John Harris Jr. - batteria

Sayonara Blues e The Tokyo Blues
- Horace Silver - pianoforte
- Blue Mitchell - tromba
- Junior Cook - sassofono tenore
- Gene Taylor - contrabbasso
- John Harris Jr. - batteria[5]

Note aggiuntive
- Alfred Lion - produttore
- Registrazioni effettuate il 13 e 14 luglio 1962 al Van Gelder Studio di Englewood Cliffs, New Jersey (Stati Uniti)
- Rudy Van Gelder - ingegnere delle registrazioni
- Francis Wolff - fotografia copertina album
- Reid Miles - design copertina album
- Atsuhiko Kawabata - note retrocopertina album originale[3][4]